# NGC 4241
NGC 4241 (другие обозначения — IC 3115, UGC 7333, MCG 1-31-40, ZWG 41.69, VV 431, VCC 267, PGC 39483) — спиральная галактика с перемычкой (SBc) в созвездии Девы. Открыта Уильямом Гершелем в 1785 году. Является частью скопления Девы.
Этот объект входит в число перечисленных в оригинальной редакции «Нового общего каталога».
Галактика NGC 4241 входит в состав группы галактик NGC 4261. Помимо NGC 4241 в группу также входят ещё 31 галактика.
На изображении DSS видна обращённая диском к наблюдателю спиральная галактика с прямой узкой перемычкой и чуть более ярким ядром внутри её. Очень слабая звезда поля проецируется на юго-восточный конец перемычки; ещё одна слабая звезда проецируется на спиральный рукав на востоке. S-образный спиральный узор возникает из перемычки. В первом издании «Уранометрии 2000.0» галактика идентифицирована как IC3115, но идентификация, приведённая в «Новом общем каталоге», более точна. При визуальном наблюдении в любительский телескоп эта галактика довольно большая, но сравнительно тусклая, она становится немного более различимой при среднем увеличении. Галактика видна как круглое, размытое световое пятно, немного более яркое в середине, с туманными краями. Радиальная скорость: 655 км/с. Расстояние: 29 млн световых лет. Диаметр: 21 тыс. световых лет.
Классифицируется как довольно редкая карликовая спиральная галактика с короткой перемычкой и открытыми рукавами (так, авторы каталога EFIGI нашли лишь два таких объекта среди 4458 галактик). Её поперечник составляет 5,7 кпк, абсолютная величина −16,9m.